# Luskhan
Luskhan itilensis
Genre
Espèce
Luskhan (littéralement « chef des esprits des eaux ») est un genre fossile de pliosaures ayant vécu durant le Crétacé inférieur (Hauterivien) dans ce qui est actuellement la Russie. Une seule espèce est connue, Luskhan itilensis, décrite en 2017 à partir d'un squelette presque complet découvert dans la rivière Volga, dans l'oblast d'Oulianovsk. Mesurant jusqu'à 6,5 m de long, Luskhan est un représentant de taille moyenne pour les pliosauridés.
Étant un Brachaucheninae basal, Luskhan présente une combinaison intermédiaire de traits observés chez les pliosaures plus basaux et plus dérivés. Cependant, Luskhan s'écarte considérablement des autres pliosaures en ce qu'il présente un manque d'adaptations dans son crâne pour se nourrir de grandes proies. Son museau élancé, ses petites dents et ses rangées de dents courtes indiquent plutôt un crâne adapté pour se nourrir de petites proies molles. Dans ces caractéristiques, c'est le pliosaure qui s'approche le plus morphologiquement des polycotylidés, ayant adopté les mêmes traits par convergence évolutive à plus de 10 millions d'années d'intervalle.

## Découverte et dénomination

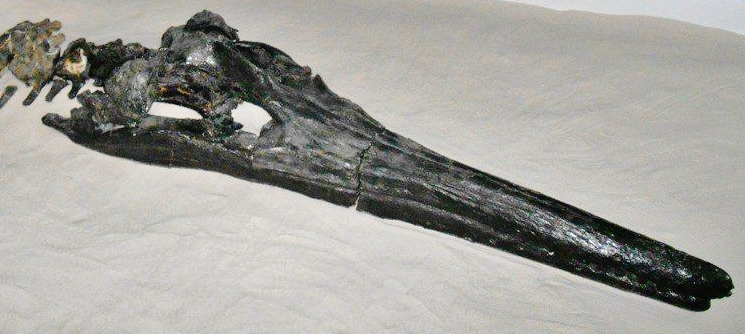
Crâne holotype de Luskhan itilensis.

Le squelette holotype de Luskhan a été découvert en 2002 par le paléontologue russe Gleb N. Uspensky (d) sur la rive est de la Volga, à 3 km au nord du village de Slantsevy Rudnik, situé dans l'oblast d'Oulianovsk, en Russie européenne. Le squelette fossile est presque complet et est d'ailleurs très bien préservé. Les gisements de la région sont constitués de couches de schistes gris foncé et légèrement sablonneux et de couches de siltites, dans lesquelles sont intégrés des nodules de carbonate. Le squelette a été trouvé dans l'horizon (en) g-5. Après sa découverte, le spécimen est stocké dans le musée régional des traditions locales Goncharov Ulyanovsk, sous le numéro de spécimen YKM 68344/1_262,,.
Uspensky et son équipe co-écrivent un article décrivant le spécimen YKM 68344/1_262, qu'ils publient dans la revue scientifique Current Biology en 2017. Ils nomment le spécimen comme un nouveau genre et une nouvelle espèce de pliosaures, Luskhan itilensis. Le nom générique Luskhan est dérivé des luuses, des esprits et des maîtres de l'eau dans la mythologie mongole et turque, plus du suffixe khan, qui signifie « chef », le tout voulant littéralement dire « chef des esprits des eaux ». Itil est l'ancien nom turc de la Volga, d'où l'épithète spécifique itilensis, qui signifie « de la Volga ».

## Description

### Morphologie

Comparaison en taille de l'holotype de Luskhan itilensis avec un humain.

L'holotype de Luskhan mesure 6,5 m de long. Au bout d'un cou relativement court, le long crâne se rétrécit en un museau allongé, qui est plus long que la région du crâne derrière les yeux, comme chez les autres membres des Brachaucheninae. Il a une mandibule de 1,59 m de long. Les caractéristiques supplémentaires typiques des brachaucheninés comprennent l'os pariétal s'étendant vers l'avant jusqu'à la position des narines ; le museau étant non resserré, mais portant une expansion sur la surface inférieure comme Megacephalosaurus ; le processus rétroarticulaire à l'arrière de la mâchoire inférieure étant incurvé ; les dents de la mâchoire supérieure étant de taille égale ; les facettes qui s'articulent avec les côtes cervicales sur les vertèbres cervicales étant placées relativement haut, semblables à Kronosaurus et Brachauchenius mais contrairement aux pliosaures du Jurassique et autres plésiosaures ; les apophyses transverses attachées aux vertèbres dorsales au-dessus du niveau des canaux neuraux ; et la longue coracoïde mesurant 2,3 fois la longueur de l'omoplate (2,5 chez Kronosaurus),,,.
Luskhan présente également des traits plus « primitifs » qui ressemblent à des Thalassophonea non brachaucheninés, ce qui correspond au fait qu'il fait partie des premiers brachaucheninés. Comme Pliosaurus, les os squamosaux chevauchent les processus arrière des os jugaux ; il les exclut également, comme chez la plupart des plésiosaures, du bord des fenêtres temporales. Il y a aussi un bulbe sur chaque squamosal, ainsi qu'une crête s'étendant vers le haut à partir de la surface arrière. Comme chez Pliosaurus westburyensis, les processus des os ptérygoïdes qui s'articulent avec l'os carré sont épais et il y a une encoche en forme de « U » au bas de l'os supraoccipital. Les rebords inférieurs des ptérygoïdes entrent en contact les uns avec les autres au niveau de la ligne médiane du crâne. Au bas des cervicales, il y a de grands foramens ou fosses. Le nombre de vertèbres cervicales à Luskhan (14) peut être considéré comme intermédiaire entre Pliosaurus (18) et Brachauchenius (12),.
Exceptionnellement, Luskhan manque également de nombreuses adaptations pour la chasse aux grandes proies observées chez d'autres brachaucheninés : le museau est très fin ; il n'y a pas de quille au bas de la symphyse fusionnée de la mâchoire inférieure ; il n'y a pas de diastème (ou espace dans la rangée de dents) ; les os de la mâchoire supérieure (le prémaxillaire et le maxillaire) sont élargis vers l'extérieur ; et il n'y a pas de dents caniniformes. La longueur de la symphyse en proportion de la longueur totale de la mâchoire inférieure (34 %) est également plus longue que les brachaucheninés et les thalassophonéens, mais se situe plutôt dans la plage des symphyses des Polycotylidae éloignés. Comme chez les polycotylidés, les dents sont plus espacées et se terminent plus en avant sur la mâchoire, sous le milieu de l'orbite. Comme chez Dolichorhynchops, l'arc du squamosal est incliné plus vers l'avant que les thalassophonéens.

### Autapomorphies

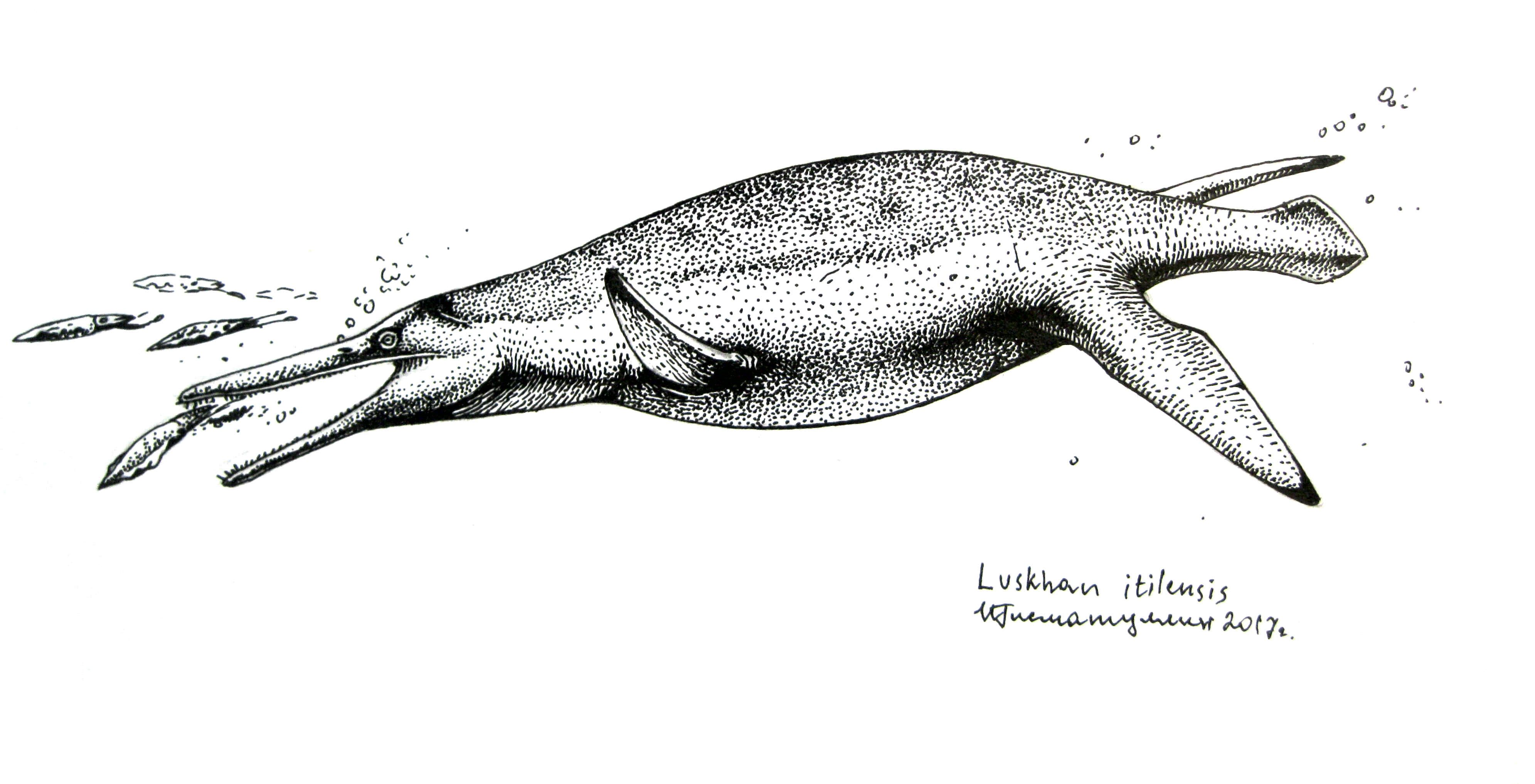
Reconstitution de Luskhan.

Un certain nombre de caractères uniques, ou autapomorphies, distinguent Luskhan de tous les autres plésiosaures. Parmi les thalassophonéens, Luskhan est unique pour avoir sept dents dans le prémaxillaire. Le premier d'entre eux est couché (incliné vers l'avant) de sorte qu'il est presque horizontal, et l'espace entre lui et la dent suivante est également élargi. Une projection rugueuse en forme de crochet se développe sur le squamosal à partir de sa suture avec le carré. À l'arrière du crâne, les os exoccipitaux entourent le fond du foramen magnum, excluant ainsi l'os basioccipital. Les lamelles en forme de plaque des ptérygoïdes portent des rainures profondes sur leurs surfaces externes. Sur l'atlas (la première cervicale), l'intercentrum est enflé et présente une crête en dessous ; pendant ce temps, le bas de l'axe (la deuxième cervicale) est recouvert d'une projection en forme de langue à partir de la troisième cervicale.
Dans la ceinture scapulaire, la projection à l'avant de la coracoïde qui pointe vers l'avant chez d'autres plésiosaures est plutôt dirigée vers le bas chez Luskhan, de sorte qu'elle est perpendiculaire au reste de l'os. Contrairement aux autres thalassophonéens, mais comme les élasmosauridés, la lame de l'omoplate est relativement courte, n'étant aussi haute verticalement que la distance longitudinale entre sa base et l'articulation avec la coracoïde. Sur l'humérus, la tubérosité humérale est située au-dessus de l'expansion du capitulum à l'extrémité inférieure. Le cubitus et le radius des nageoires avant sont très petits, n'ayant qu'à peu près la même taille que le tarse des nageoires postérieures ; le premier d'entre eux est plus long. Contrairement à tous les autres pliosauridés, il n'y a pas d'ouverture (foramen épipodial) où les deux os se rencontrent. Le péroné est beaucoup plus long que le tibia ; l'intermédiaire du tarse n'est en contact qu'avec le péroné et n'a pas d'articulation pour le tibia contrairement aux autres thalassophonéens et Marmornectes.

## Classification

### Phylogénie
Le cladogramme suivant fait suite à une analyse de Fischer et ses collègues en 2017 et de Madzia et al. en 2018, basée sur un ensemble de données publié par Benson et Druckenmiller en 2014 qui a été précédemment modifié pour la description de Makhaira en 2015. En raison de l'exhaustivité de Luskhan, sa position est basée sur les scores de 74 % des caractéristiques répertoriées dans l'ensemble de données. Dans le strict consensus des 20 000 arbres phylogénétiques les plus parcimonieux récupérés, Makhaira forme une polytomie avec les espèces de Pliosaurus, au lieu de former un clade avec d'autres brachaucheninés ; cependant, dans le consensus des 24 arbres les plus parcimonieux, c'est la brachaucheniné la plus basal, Luskhan le suivant dans sa position,.
Le cladogramme de la sous-famille Brachaucheninae ci-dessous est basée d'après Madzia et al. (2018) : 
|  | Megacephalosaurus                |
|  |                                  |
|  | 'Polyptychodon' (DORK/G/1-2)     |
|  |                                  |
|  | \| \| Brachauchenius \| \| \| \| |
|  |                                  |
|  | Brachauchenius                   |
|  |                                  |

|  | Brachauchenius |
|  |                |

|  | Megacephalosaurus                |
|  |                                  |
|  | 'Polyptychodon' (DORK/G/1-2)     |
|  |                                  |
|  | \| \| Brachauchenius \| \| \| \| |
|  |                                  |
|  | Brachauchenius                   |
|  |                                  |

|  | Brachauchenius |
|  |                |

|  | Megacephalosaurus                |
|  |                                  |
|  | 'Polyptychodon' (DORK/G/1-2)     |
|  |                                  |
|  | \| \| Brachauchenius \| \| \| \| |
|  |                                  |
|  | Brachauchenius                   |
|  |                                  |

|  | Brachauchenius |
|  |                |

|  | Megacephalosaurus                |
|  |                                  |
|  | 'Polyptychodon' (DORK/G/1-2)     |
|  |                                  |
|  | \| \| Brachauchenius \| \| \| \| |
|  |                                  |
|  | Brachauchenius                   |
|  |                                  |

|  | Brachauchenius |
|  |                |

|  | Megacephalosaurus                |
|  |                                  |
|  | 'Polyptychodon' (DORK/G/1-2)     |
|  |                                  |
|  | \| \| Brachauchenius \| \| \| \| |
|  |                                  |
|  | Brachauchenius                   |
|  |                                  |

|  | Brachauchenius |
|  |                |

|  | Megacephalosaurus                |
|  |                                  |
|  | 'Polyptychodon' (DORK/G/1-2)     |
|  |                                  |
|  | \| \| Brachauchenius \| \| \| \| |
|  |                                  |
|  | Brachauchenius                   |
|  |                                  |

|  | Brachauchenius |
|  |                |

|  | Megacephalosaurus                |
|  |                                  |
|  | 'Polyptychodon' (DORK/G/1-2)     |
|  |                                  |
|  | \| \| Brachauchenius \| \| \| \| |
|  |                                  |
|  | Brachauchenius                   |
|  |                                  |

|  | Brachauchenius |
|  |                |

|  | Megacephalosaurus                |
|  |                                  |
|  | 'Polyptychodon' (DORK/G/1-2)     |
|  |                                  |
|  | \| \| Brachauchenius \| \| \| \| |
|  |                                  |
|  | Brachauchenius                   |
|  |                                  |

|  | Brachauchenius |
|  |                |

|  | Megacephalosaurus                |
|  |                                  |
|  | 'Polyptychodon' (DORK/G/1-2)     |
|  |                                  |
|  | \| \| Brachauchenius \| \| \| \| |
|  |                                  |
|  | Brachauchenius                   |
|  |                                  |

|  | Brachauchenius |
|  |                |

|  | Megacephalosaurus                |
|  |                                  |
|  | 'Polyptychodon' (DORK/G/1-2)     |
|  |                                  |
|  | \| \| Brachauchenius \| \| \| \| |
|  |                                  |
|  | Brachauchenius                   |
|  |                                  |

|  | Brachauchenius |
|  |                |

|  | Megacephalosaurus                |
|  |                                  |
|  | 'Polyptychodon' (DORK/G/1-2)     |
|  |                                  |
|  | \| \| Brachauchenius \| \| \| \| |
|  |                                  |
|  | Brachauchenius                   |
|  |                                  |

|  | Brachauchenius |
|  |                |

|  | Megacephalosaurus                |
|  |                                  |
|  | 'Polyptychodon' (DORK/G/1-2)     |
|  |                                  |
|  | \| \| Brachauchenius \| \| \| \| |
|  |                                  |
|  | Brachauchenius                   |
|  |                                  |

|  | Brachauchenius |
|  |                |

|  | Megacephalosaurus                |
|  |                                  |
|  | 'Polyptychodon' (DORK/G/1-2)     |
|  |                                  |
|  | \| \| Brachauchenius \| \| \| \| |
|  |                                  |
|  | Brachauchenius                   |
|  |                                  |

|  | Brachauchenius |
|  |                |

|  | Megacephalosaurus                |
|  |                                  |
|  | 'Polyptychodon' (DORK/G/1-2)     |
|  |                                  |
|  | \| \| Brachauchenius \| \| \| \| |
|  |                                  |
|  | Brachauchenius                   |
|  |                                  |

|  | Brachauchenius |
|  |                |

|  | Megacephalosaurus                |
|  |                                  |
|  | 'Polyptychodon' (DORK/G/1-2)     |
|  |                                  |
|  | \| \| Brachauchenius \| \| \| \| |
|  |                                  |
|  | Brachauchenius                   |
|  |                                  |

|  | Brachauchenius |
|  |                |

|  | Megacephalosaurus                |
|  |                                  |
|  | 'Polyptychodon' (DORK/G/1-2)     |
|  |                                  |
|  | \| \| Brachauchenius \| \| \| \| |
|  |                                  |
|  | Brachauchenius                   |
|  |                                  |

|  | Brachauchenius |
|  |                |

### Publication originale
- [2017] (en) V. Fischer, R. B. J. Benson, N. G. Zverkov, L. C. Soul, M. S. Arkhangelsky, O. Lambert, I. M. Stenshin, G. N. Uspensky et P. S. Druckenmiller, « Plasticity and Convergence in the Evolution of Short-Necked Plesiosaurs », Current Biology, vol. 27, no 11,‎ 2017, p. 1667-1676 (PMID 28552354, DOI 10.1016/j.cub.2017.04.052 , S2CID 39217763).